# Cirrus SR22
Cirrus SR22 — це одномоторний чотирьох або п'ятимісний композитний літак, що будується з 2001 року компанією Cirrus Aircraft з Дулута, штат Міннесота.
Це розробка Cirrus SR20, з більшим крилом, більшою місткістю палива та потужнішим двигуном 310 кінських сил (231 кВт).
З 2003 року серія SR22 є найбільш продаваним у світі літаком загальної авіації (GA). З 6149 одиницями, поставленими з 2001 по 2019 рік, а разом із SR20 – 7645, це найбільш вироблений літак GA 21-го століття, а також найбільш вироблений літак GA, виготовлений з композитного матеріалу, враховуючи понад 30% всього ринку поршневих літаків.
Cirrus SR22 оснащений парашутною системою аварійного відновлення в усій площині: Cirrus Airframe Parachute System (CAPS). Це сприяло його успіху на ринку і дало йому прізвисько «літак з парашутом».

## Дизайн і розробка

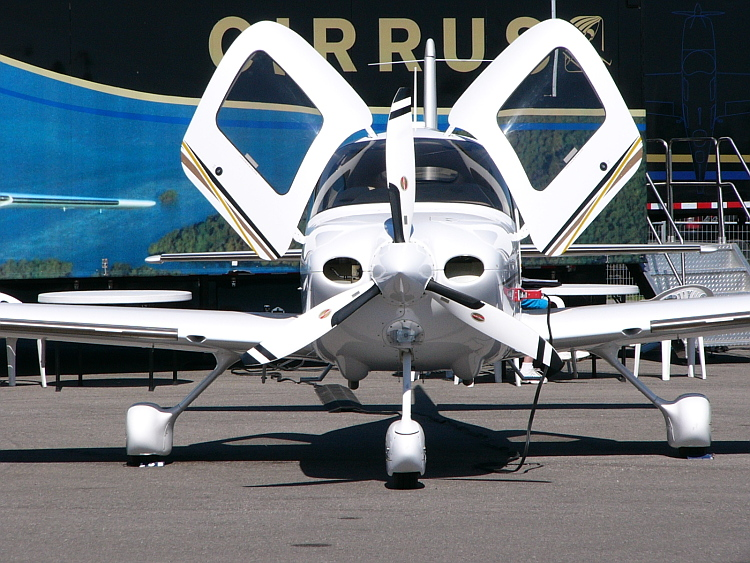
2004 Cirrus SR22 G2, вид спереду, на якому видно, як відкриваються двері

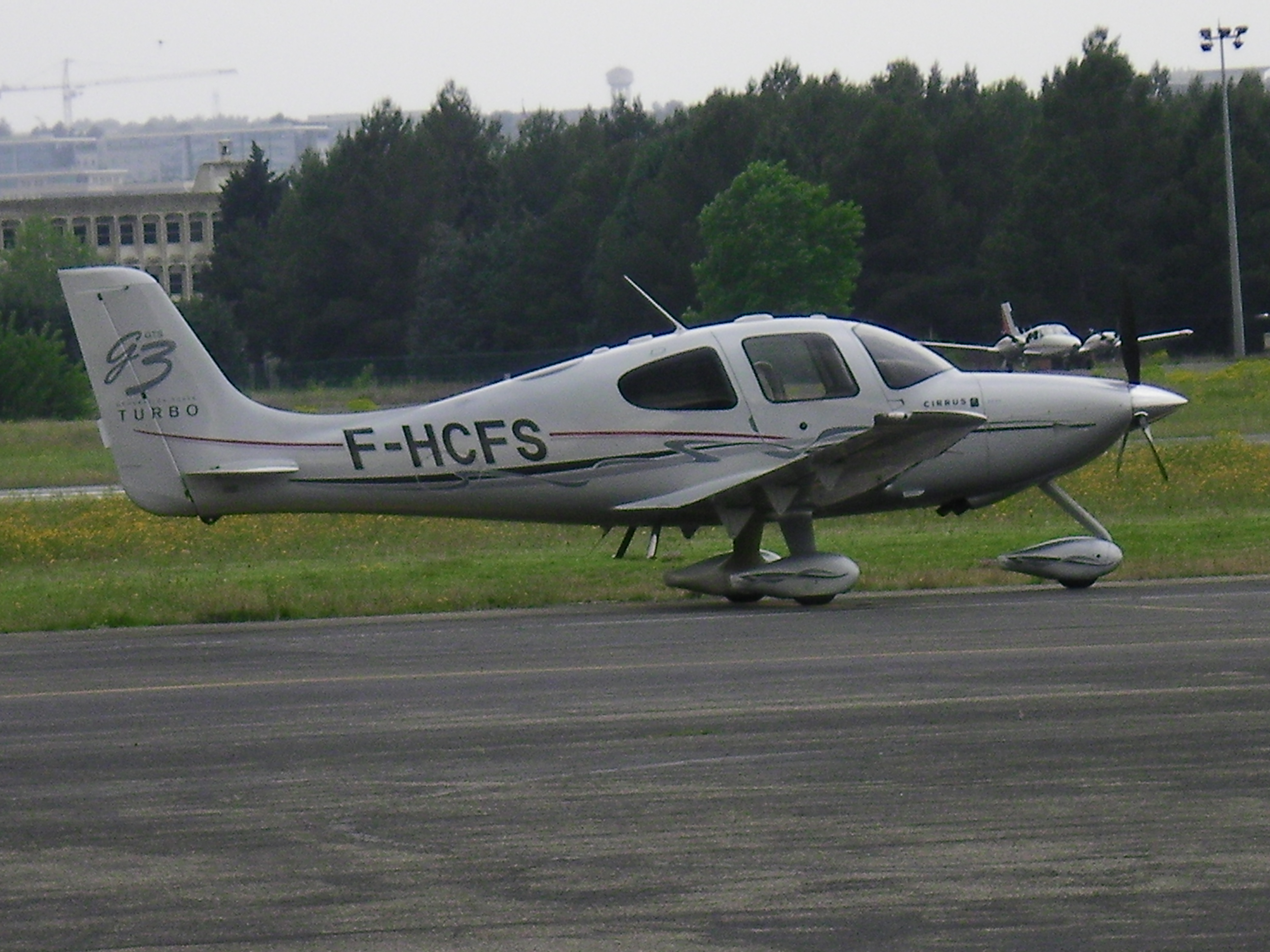
2007 Cirrus SR22-G3 Turbo

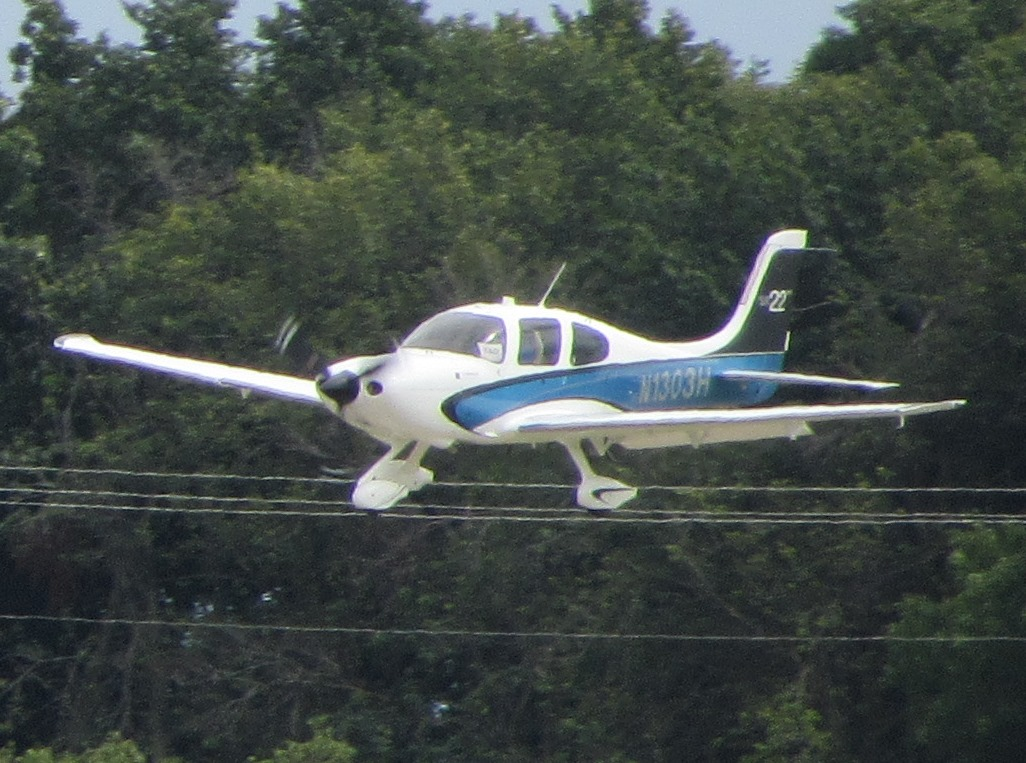
Cirrus SR22 G5 2013 року випуску

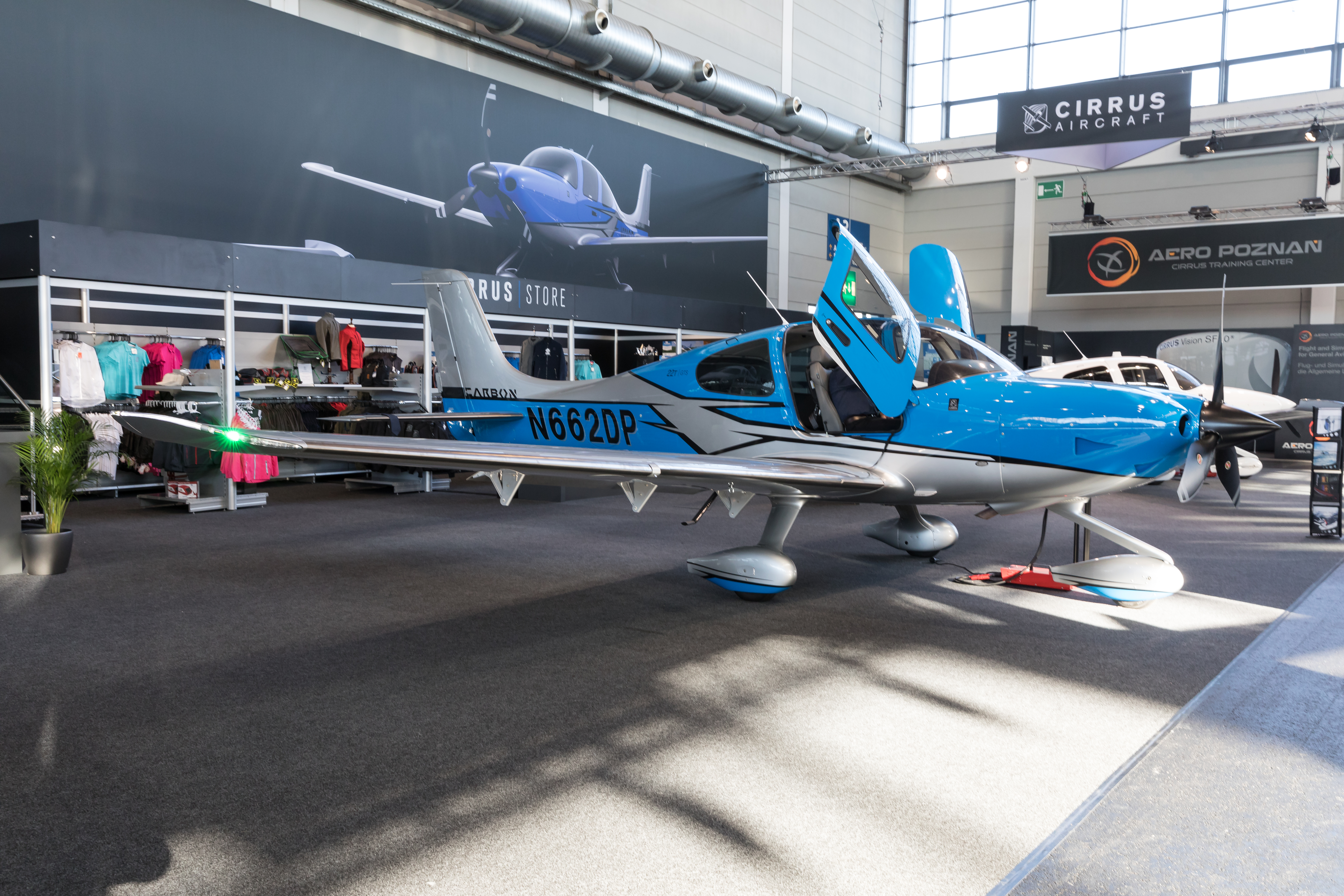
2017 Cirrus SR22 G6

SR22, сертифікований у листопаді 2000 року, є більш потужною версією попереднього SR20. Виробництво літака почалося в 2001 році. SR22 — це консольний моноплан з низьким розташуванням крила композитної конструкції, який має фіксоване (не складане) триколісне шасі з поворотним носовим колесом і керування за допомогою диференціального гальмування головних коліс. Він оснащений поршневим двигуном Continental IO-550-N (310 к.с. (231 кВт)) з носовою установкою. Доступ до чотиримісної кабіни здійснюється через двері з обох боків фюзеляжу.
Серія SR залишається єдиним серійним літаком у своєму класі, який включає бічні ручки управління польотом, які поєднують аспекти традиційного руків'я з хомутом (в промисловості це називається «бічним хомутом»).
Cirrus SR22, як і SR20, оснащений парашутною системою Cirrus Airframe Parachute System (CAPS), яка може відносно м’яко опустити весь літальний апарат на землю в екстреній ситуації.
У 2004 році компанія представила SR22 G2 (покоління 2), а в 2007 році — SR22 G3 (покоління 3). Обидва були визначені модифікаціями планера, G2 – фюзеляжем, а G3 – модифікованим крилом і шасі. 
У огляді журналу Flying за 2012 рік тодішній головний редактор Роберт Гойєр написав, що Cirrus SR22 «це найдосконаліший одномоторний цивільний літак, який коли-небудь створювався».
У 2013 році виробник представив SR22 G5 (покоління 5) (G4 не було). Ключовими змінами стало збільшення повної ваги до 3 600 фунт (1 633 кг) і стандартним п'ятимісним розташуванням салону. G5 отримав лише незначні зміни для 2014 року, включаючи вбудоване світлодіодне освітлення та гальма Beringer.
У 2014 році SR22 і SR22T були найбільш продаваними чотирьох-п'ятимісними літаками з фіксованим крилом у світі протягом 12 років поспіль.
У 2016 році Cirrus представив удосконалення серії SR, включаючи бездротове підключення Bluetooth, дистанційний доступ без ключа, систему зручного освітлення та дверну засувку для легкого доступу.
У 2017 році компанія представила SR22 G6 (покоління 6) з кількома серйозними оновленнями авіоніки та новими навігаційними вогнями.
У вересні 2019 року Cirrus представила TRAC, орієнтовану на навчання версію серії SR із спрощеним інтер’єром, міцнішим матеріалом сидіння, радіоперемикачем на задньому сидінні, що дозволяє спостерігачу спілкуватися з диспетчером повітряного руху, вбудованою індикацією двигуна та оповіщенням екіпажу. Системи попередження, а також імітовані елементи управління шасі, що висуваються, і габаритні вогні, щоб курсанти та інструктори могли симулювати роботу шасі та несправності під час навчальних польотів (фактичні шасі залишаються постійно зафіксованими).

### Скляна кабіна

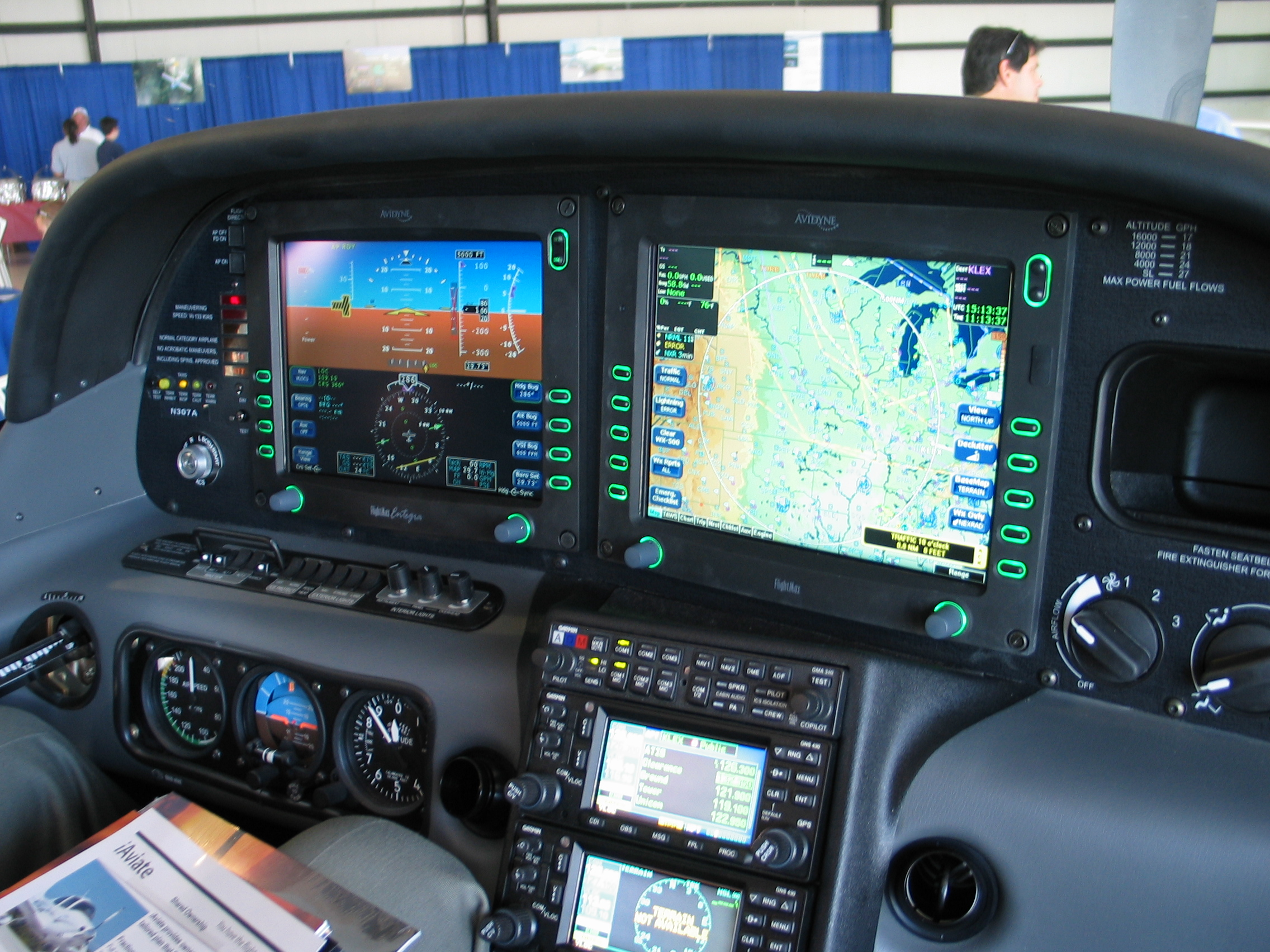
Приладова панель Cirrus 2003–2008 рр. з Avidyne Entegra PFD

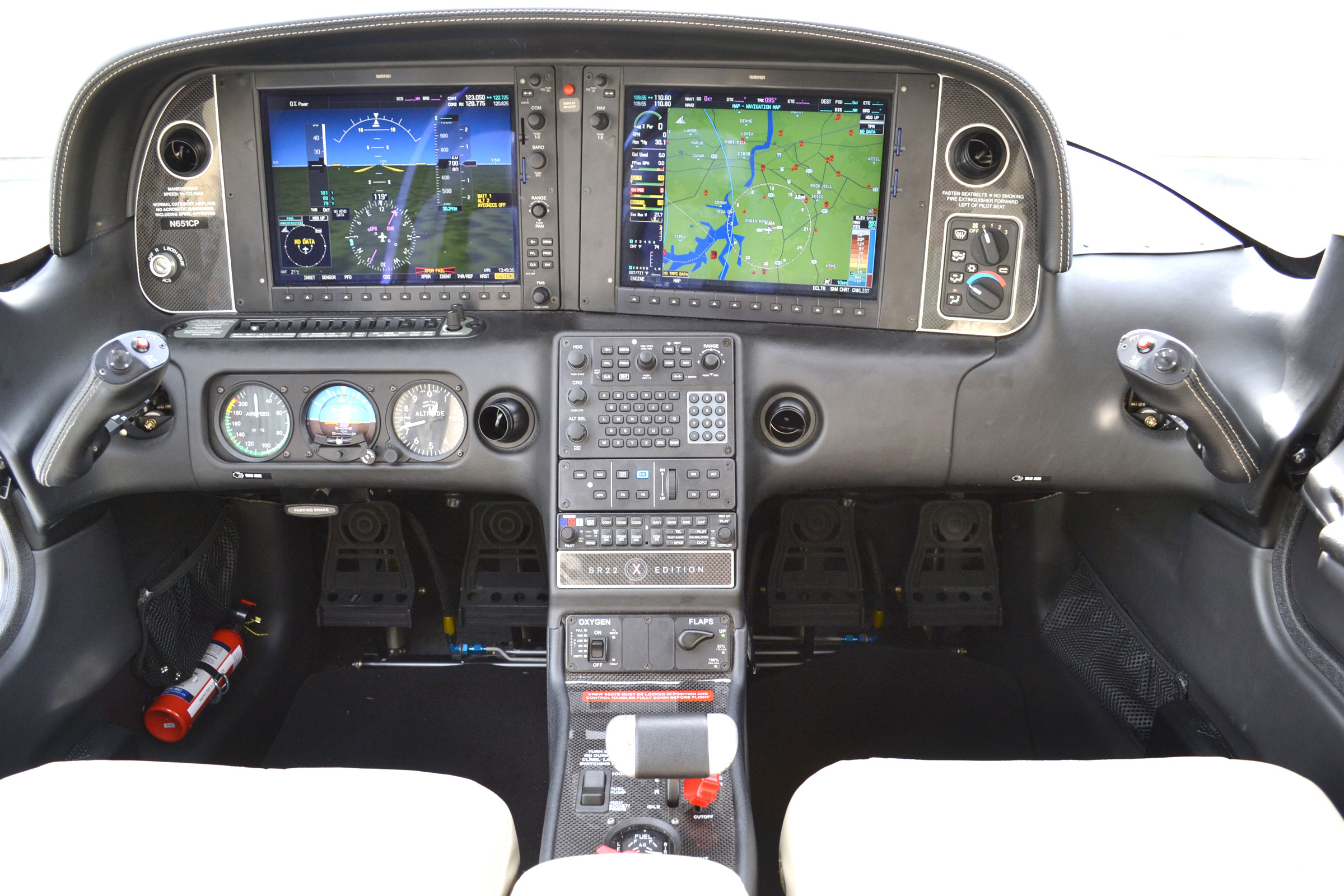
Панель приладів після 2008 року з авіонікою Cirrus Perspective від Garmin

SR22 і SR20, виготовлені до 2003 року, були оснащені традиційними аналоговими приладами та 10-дюймовим (пізніше 12-дюймовим) багатофункціональним дисплеєм (MFD). У лютому 2003 року Cirrus почав пропонувати літаки SR22 з основним польотним дисплеєм (PFD) Avidyne Entegra, зробивши літак першим у своєму роді зі скляною кабіною. Пізніше в тому ж році ці прилади стали стандартним обладнанням на всіх літаках серії SR і стали поштовхом до значного переходу в авіації загального призначення, завдяки чому понад 90% усіх нових легких літаків до 2006 року були обладнані скляними кабінами. Модернізація доступна для старих літаків SR, які замінюють аналогові приладові панелі на такі, які включають PFD, новий MFD та встановлення резервних механічних приладів.
22 травня 2008 року компанія Cirrus показала скляну кабіну «Cirrus Perspective» (від Garmin). Деякий час були доступні обидві кабіни (спочатку кабіна Avidyne була стандартним обладнанням), а після 2008 року SR22 продавався лише з панеллю Perspective.
У 2009 році Cirrus SR22 GTS третього покоління було оснащено новою системою покращеного бачення (EVS), складним приладом із подвійною довжиною хвилі, який забезпечує як інфрачервоне, так і синтетичне бачення.

## Операційна історія

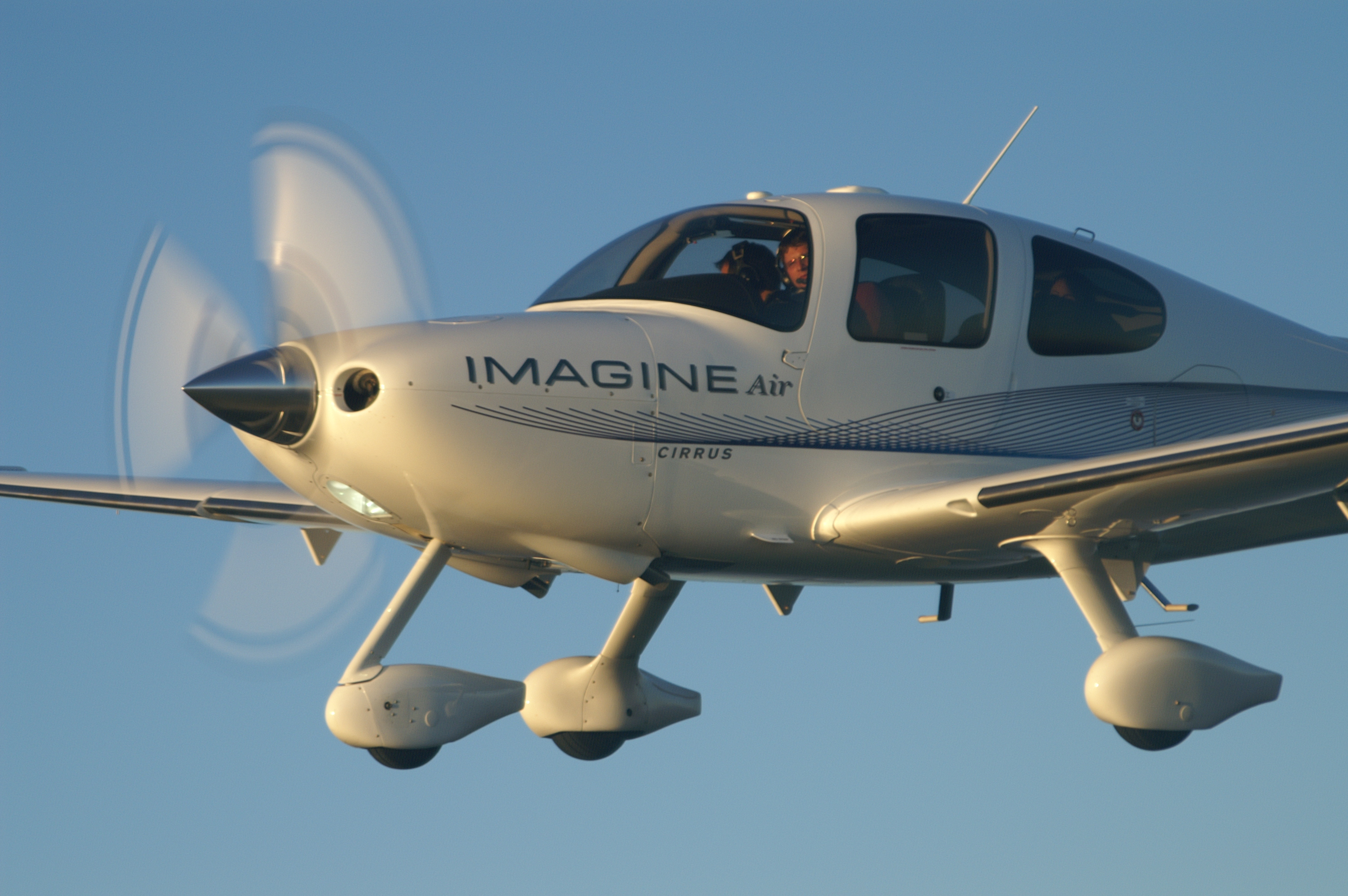
ImagineAir Cirrus SR22

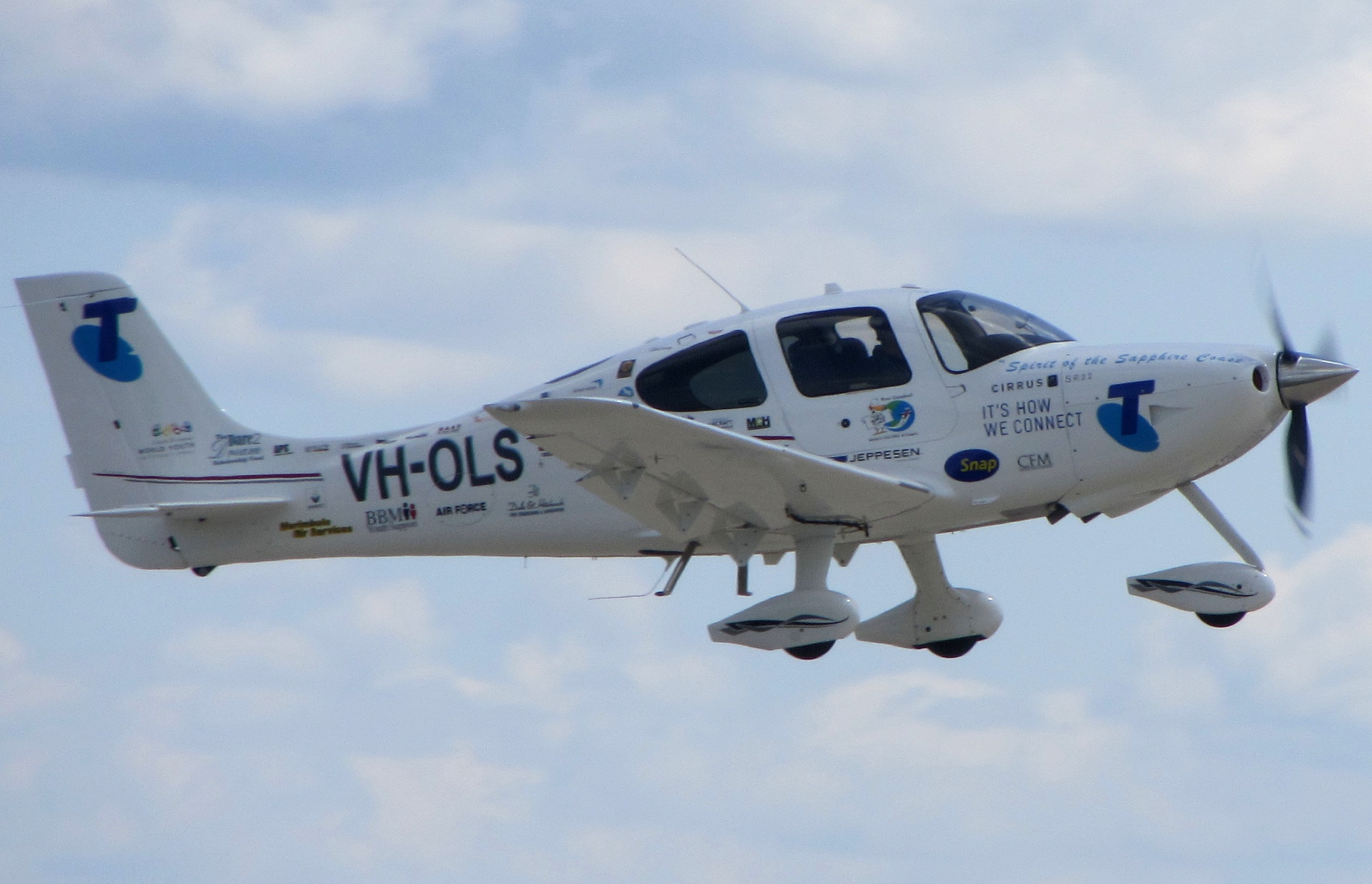
Раян Кемпбелл залишає OSH після спроби встановити рекорд у 2013 році

Протягом кількох років найбільший парк Cirrus SR22 експлуатував ImagineAir, який експлуатувався з 2007 по 2018 рік. До цього найбільшим флотом керувала компанія SATSair з 26 літаками. Він розпочав свою діяльність у 2004 році та припинив свою діяльність у 2009 році. Найбільшим європейським оператором є Fly Aeolus, бельгійська компанія з частковою власністю, заснована в 2009 році, яка експлуатує 13 літаків SR22. У травні 2022 року каліфорнійська авіатаксі-компанія Joby Aviation отримала від Федерального авіаційного управління США сертифікацію за частиною 135 авіасполучення для експлуатації парку літаків SR22, очікуючи на сертифікацію своїх літаків eVTOL.
Австралійський пілот Раян Кемпбелл використовував SR22, щоб стати наймолодшим пілотом, який здійснив одиночний політ навколо світу (цей титул він утримував майже рік), у віці дев’ятнадцяти років. Він завершив свою подорож 7 вересня 2013 року в Вуллонгонгі. Його SR22, Spirit of the Sapphire Coast, було модифіковано шляхом видалення трьох сидінь і додавання 160 сухих галонів США (610 л; 130 англ. гал.) фюзеляжного баку на загальний об'єм 250 сухих галонів США (950 л; 210 англ. гал.) придатний для використання.
Повітряно-космічні сили Франції використовують шість SR22 як навчальні літаки, а Королівські ВПС Саудівської Аравії придбали 25 одиниць SR22 у 2013 році, замінивши Cessna 172 як основні навчальні літаки в Повітряній академії короля Фейсала. У 2015 році Emirates придбала 22 літаки для навчальних цілей. Патруль штату Міннесота використовує спеціальні місії "Cirrus Perception" SR22 для правоохоронних операцій, спостереження, пошуково-рятувальних місій тощо.
У 2011 році журнал Aviation Consumer перевірив історію аварій SR20/SR22. Було встановлено, що загальний показник аварій у серії кращий, ніж у середньому для легких літаків, перевищений лише у Diamond DA40 і DA42. Однак рівень аварій зі смертельними наслідками у нього гірший, 1,6 на 100 000 годин польоту, що ставить його вище, ніж у авіації загального призначення США (1,2), і вище, ніж у Diamond DA40 (0,35), Cessna 172 (0,45), Diamond DA42 (0,54)., Cessna 182 (0,69) і Cessna 400 (1,0), незважаючи на повну парашутну систему літака SR22.

## Варіанти

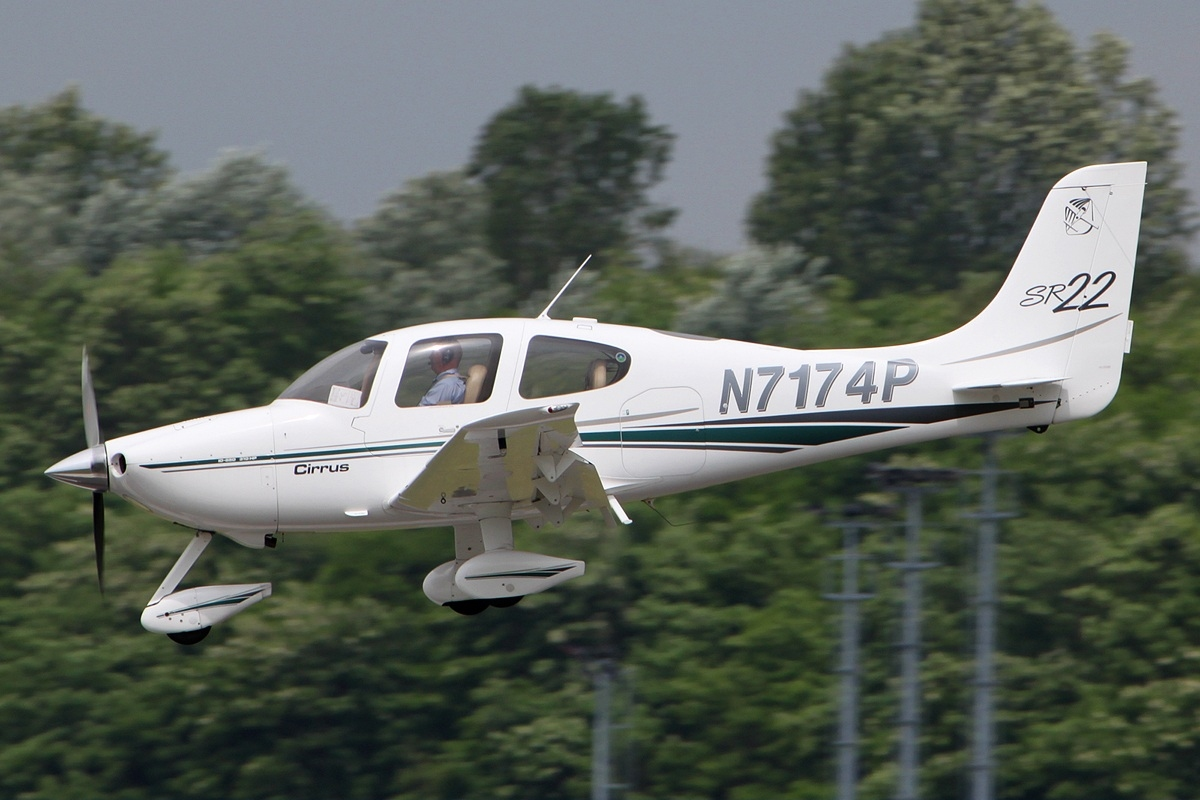
Оригінальна версія SR22

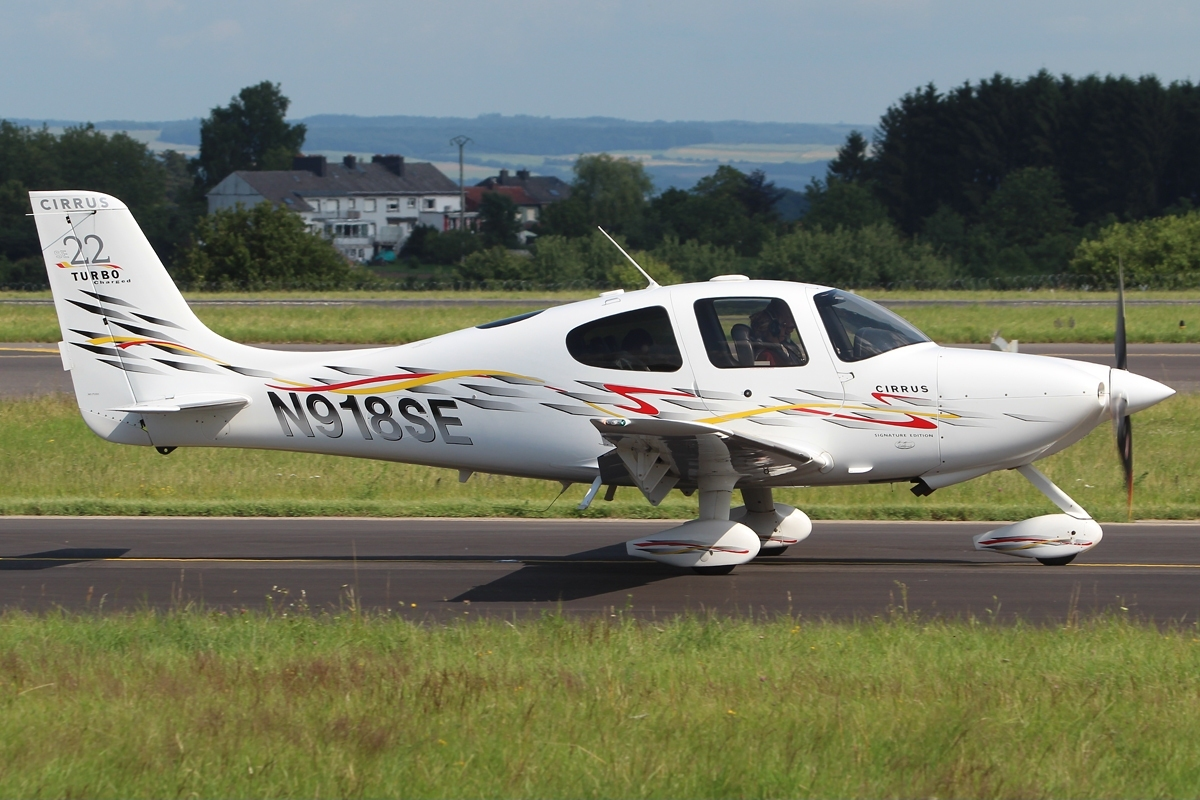
Модель 2006 року з турбонаддувом

SR22
Оригінальна версія
SR22 G2
Покращений варіант
SR22 Turbo G2
У липні 2006 року Cirrus анонсувала турбо нормалізований SR22. Деякі початкові лімітовані моделі були ідентифіковані як Signature Edition SE22 G2 — оснащені додатковими функціями, включаючи нерівномірне фарбування екстер’єру, чорні шкіряні сидіння та підписи засновників Cirrus Дейла та Алана Клапмаєрів на капоті.
SR22TN
Версія з комплектом нормалізації турбонаддуву Tornado Alley, доданим до двигуна Continental IO-550-N потужністю 310 к. с. (231 кВт).
SR22 G3
Випущений у квітні 2007 року варіант SR22 G3 має збільшений запас ходу та паливний об’єм з 81 до 92 сухі галони США (310 до 350 л; 67 до 77 англ. гал.), легший лонжерон крила з вуглецевого волокна та довше шасі для збільшення кліренсу під опору. Модернізовані моделі, наприклад GTS, оснащені ременями безпеки подушок безпеки.

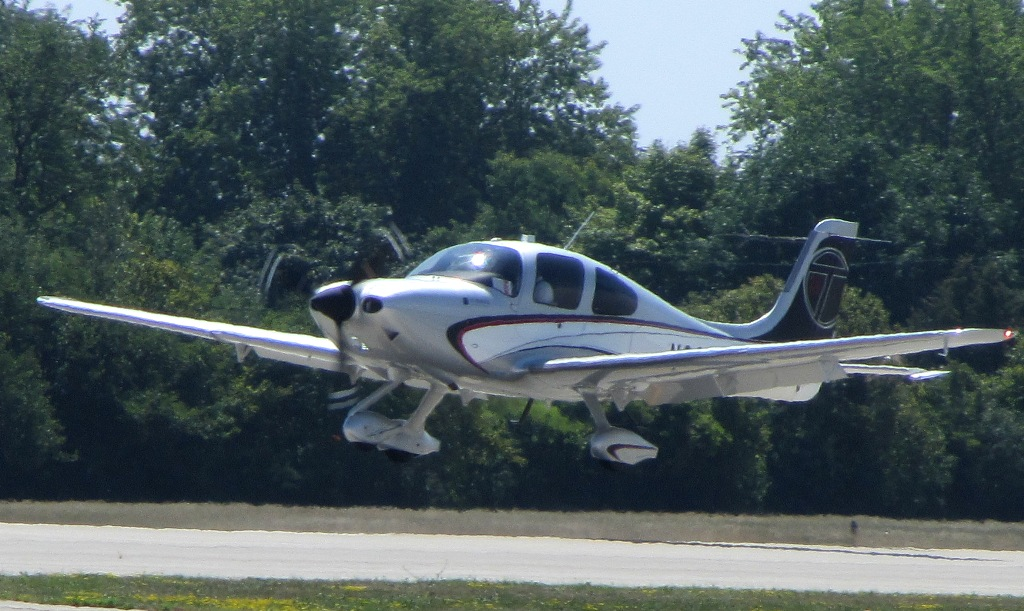
Посадка SR22T

SR22T
Представлений у червні 2010 року з турбонаддувом Continental TSIO-550-K потужністю 315 к. с. (235 кВт). Двигун має поршні з низьким ступенем стиснення 7,5 до 1, що дозволяє двигуну працювати на низькооктановому паливі 94UL. SR22T має максимальну крейсерську швидкість 214 вуз (396 км/год), власна маса 2 348 фунт (1 065 кг) і максимальна робоча висота 25 000 фут (7 620 м). Ця модель також має зменшене корисне навантаження на 1 052 фунт (477 кг) і зменшений діапазон 1 046 морська миля (1 937 км) , а також трилопатеву легку композитну опору Hartzell.
SR22/22T G5
17 січня 2013 року Cirrus Aircraft анонсувала четверте покоління SR22 і SR22T (пропускаючи G4 як позначення для нової версії літака). Функції включають 200 фунт (91 кг) збільшення максимальної злітної ваги, а деякі попередні опції — розділене заднє сидіння 60/40, транспондер ADS-B і автопілот Garmin GFC700 — стали стандартним обладнанням. Колісні штани були перероблені та містили дверцята для доступу до клапана накачування. Cirrus вдосконалив балістичний парашут літака, використовуючи більший купол для врахування більшої злітної ваги та потужнішу ракету. Ракетний стрільбу змінили на безвідмовне електронне запалювання з максимальною робочою швидкістю 140 вузлів (зі 133 вузлів). У більш ранніх версіях використовувалася піротехнічна система запалювання ракети. Максимальна швидкість закрилків була збільшена до 150 вузлів (перший щабель); 110 вузлів (друга насічка); і додав ще 3,5 ступеня розширення. Витрата палива трохи зросла на крейсерській швидкості, скоропідйомність була зменшена, швидкість старту зросла до 80 вузлів (з 72 вузлів), а швидкість звалювання зросла до 60 вузлів (з 58 вузлів).
SR22/22T G6
У модель G6, представлену в січні 2017 року, додано нові світлодіодні ліхтарі на кінцях крил і оновлену бортову кабіну авіоніки Garmin (відому як «Cirrus Perspective-Plus») із у 10 разів вищою швидкістю обробки приладів і кількома іншими оновленнями.
TRAC
TRAC, представлений у вересні 2019 року, є навчально-тренувальною версією SR22/22T зі спрощеним, міцнішим інтер’єром, кабіною Perspective+, функцією push-to-talk на задньому сидінні та імітацією керування шасі.